# Нуева-Херона
Нуева-Херона (ісп. Nueva Gerona) — місто на Кубі, столиця спеціального муніципалітету і провінції Ісла-де-ла-Хувентуд.

## Географія
Місто Нуева-Херона розташоване на узбережжі, у північно-східній частині острова Хувентуд, між пагорбами Кавальйос і Касас. Перетинається річкою Ріо-Лас-Касас, яка забезпечує судноплавний шлях в Карибське море.

### Клімат
Місто знаходиться у зоні, котра характеризується кліматом тропічних саван. Найтепліший місяць — липень із середньою температурою 28.9 °C (84 °F). Найхолодніший місяць — січень, із середньою температурою 23.3 °С (74 °F).
| Клімат Нуева-Херони     | Клімат Нуева-Херони | Клімат Нуева-Херони | Клімат Нуева-Херони | Клімат Нуева-Херони | Клімат Нуева-Херони | Клімат Нуева-Херони | Клімат Нуева-Херони | Клімат Нуева-Херони | Клімат Нуева-Херони | Клімат Нуева-Херони | Клімат Нуева-Херони | Клімат Нуева-Херони | Клімат Нуева-Херони |
| Показник                | Січ.                | Лют.                | Бер.                | Квіт.               | Трав.               | Черв.               | Лип.                | Серп.               | Вер.                | Жовт.               | Лист.               | Груд.               | Рік                 |
| Абсолютний максимум, °C | 32                  | 31                  | 32                  | 32                  | 35                  | 33                  | 35                  | 37                  | 32                  | 32                  | 32                  | 31                  | 37                  |
| Середній максимум, °C   | 25                  | 25                  | 27                  | 28                  | 29                  | 30                  | 31                  | 31                  | 30                  | 29                  | 27                  | 25                  | 28                  |
| Середня температура, °C | 23                  | 23                  | 25                  | 26                  | 27                  | 28                  | 28                  | 28                  | 28                  | 27                  | 25                  | 23                  | 26                  |
| Середній мінімум, °C    | 20                  | 20                  | 21                  | 22                  | 24                  | 25                  | 26                  | 26                  | 25                  | 24                  | 23                  | 21                  | 23                  |
| Абсолютний мінімум, °C  | 10                  | 11                  | 10                  | 13                  | 16                  | 20                  | 21                  | 21                  | 19                  | 15                  | 12                  | 8                   | 8                   |
| Днів з опадами          | 3                   | 4                   | 3                   | 3                   | 6                   | 8                   | 6                   | 6                   | 8                   | 4                   | 3                   | 4                   | 58                  |
| ----------------------- | ------------------- | ------------------- | ------------------- | ------------------- | ------------------- | ------------------- | ------------------- | ------------------- | ------------------- | ------------------- | ------------------- | ------------------- | ------------------- |
| Джерело: Weatherbase    |                     |                     |                     |                     |                     |                     |                     |                     |                     |                     |                     |                     |                     |

## Історія
Місто було засноване в 1830 році Франсіско Діонісіо Вівесом, який в той час був іспанським губернатором Куби. У Нуева-Хероні є американське кладовище.

## Транспорт
Гавань в гирлі Ріо-Лас-Касас забезпечує зв'язок міста з островом Куба (морський порт Сургідеро де Батабано).
Поблизу приміського кварталу Хосе Марті знаходиться міжнародний аеропорт «Рафаель Кабрера» (Rafael Cabrera), код Міжнародної організації цивільної авіації (ICAO) - MUNG, код Міжнародної асоціації повітряного транспорту (IATA) - GER. Висота над рівнем моря - 22 м, довжина злітно-посадкової смуги - 2500 м.
Нуева-Херона пов'язане 20-кілометровою швидкісною дорогою з Ла-Фе (або Санта-Фе) - 2-им за величиною містом острова. 

## Населення
Населення — 37 000 осіб (2003 рік), 59 049 осіб (2012 рік).

## Господарство
Переробка риби, харчова промисловість. В околицях - видобуток мармуру.

## Визначні місця

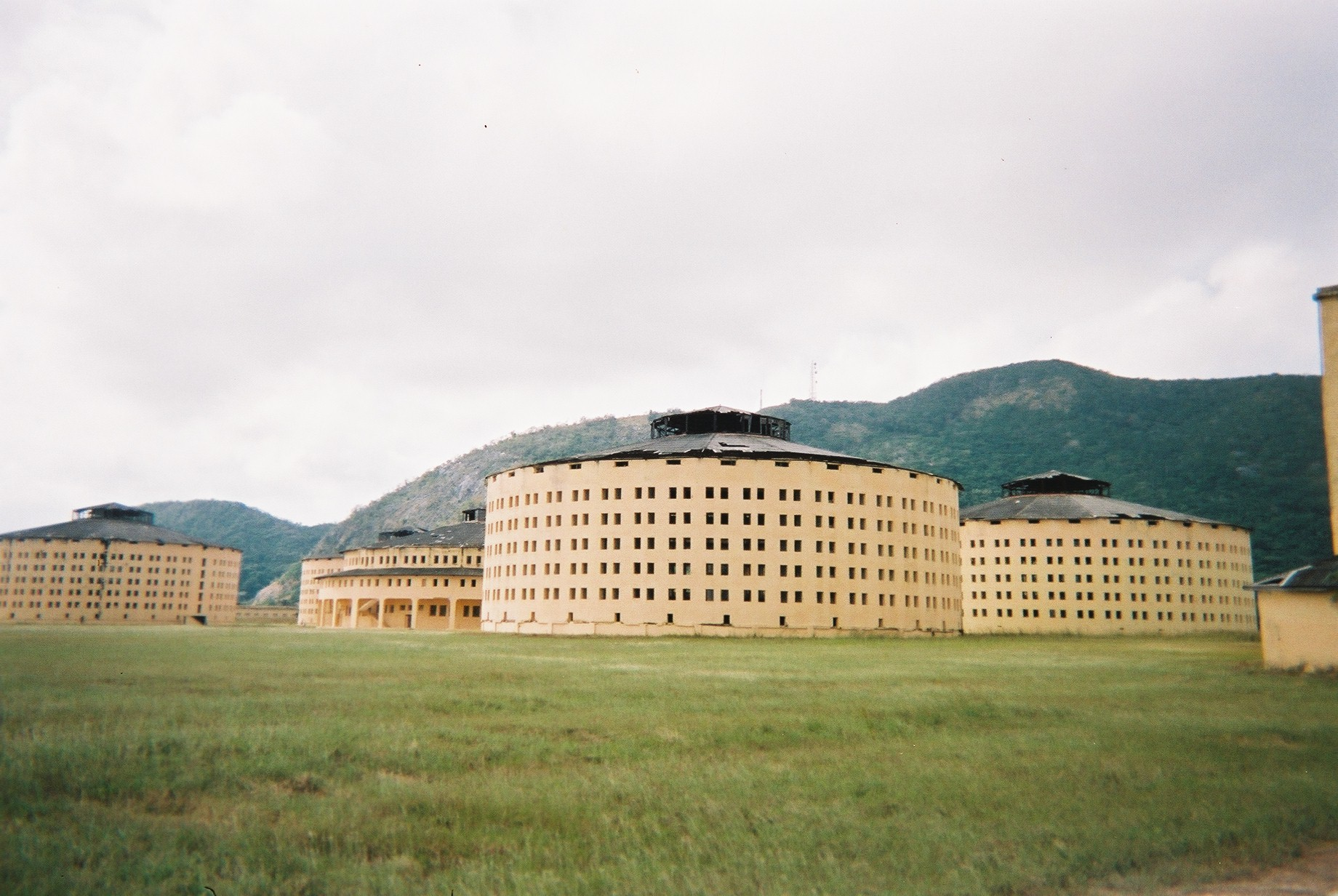
В'язниця «Пресідіо Модело», грудень 2005

Місто поділено на квартали (repartos): Сентро, Авель Сантамарія, Сьєрра Кавальйо, Назарено, Сайгон, Чакон і Хосе Марті.
У приміському кварталі Чакон (за 20 км на схід від міста) знаходиться Пресідіо Модело, колишня в'язниця, а нині музей. В'язниця Пресідіо Модело побудована в 20-і роки XX століття. Є копією американської в'язниці Джолієт у штаті Іллінойс. У ній чотири будівлі у вигляді кругових галерей, по п'ять рівнів у кожній. Була розрахована на 6000 в'язнів. Тут, у камері № 3859 відбував тюремне покарання президент Куби Фідель Кастро і група його товаришів після штурму казарми Монкада у місті Сантьяго-де-Куба) 26 липня 1953 року. Експозиція музею присвячена власне штурму, і підпільній діяльності кубинського лідера.
Ранчо Ель-Абра за 5 км на південь від міста. Національний музей пам'яті героя національно-визвольного руху Хосе Марті, який жив тут у засланні, після звільнення з в'язниці. Садиба належала каталонцю Хосе М. Сарда, становить інтерес як зразок колоніальної плантації XIX століття.
Муніципальний музей - зібрання матеріалів, присвячених браконьєрству і піратству в Карибському морі.

## Міста-побратими
- Жирона (Каталонія, Іспанія)